# St. Ulrich (Pestenacker)

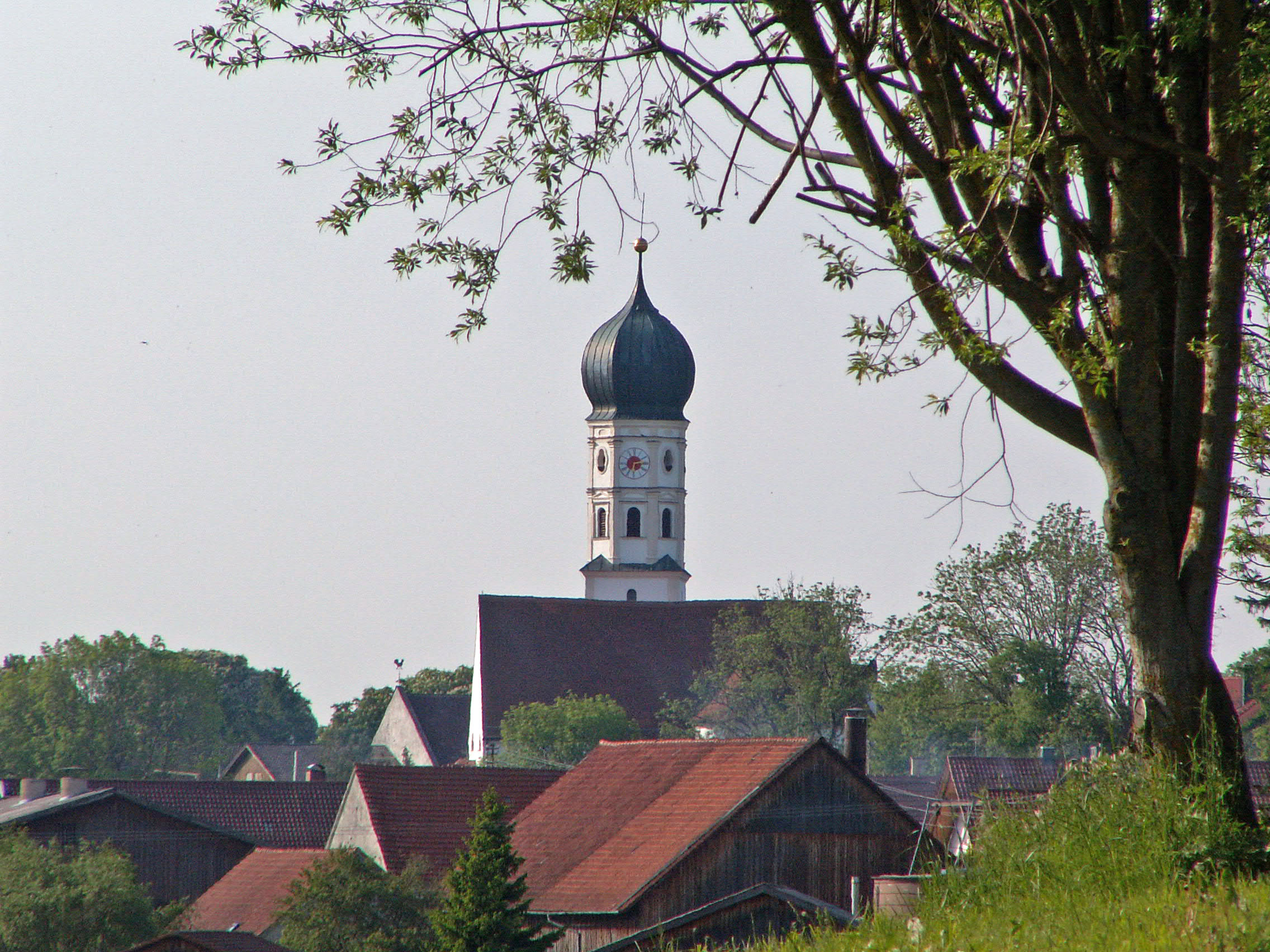
St. Ulrich in Pestenacker

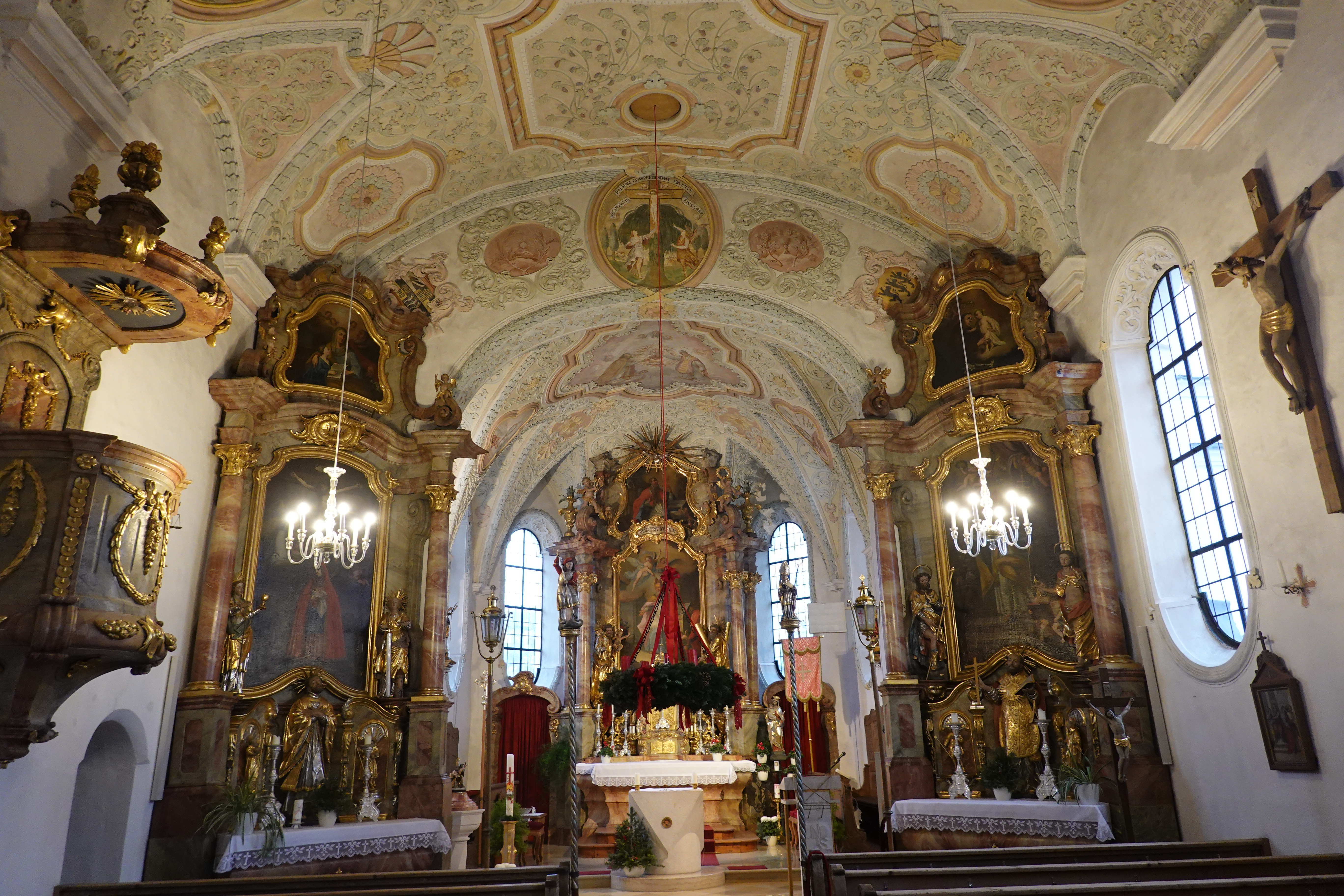
Hochaltar und Seitenaltäre

Die römisch-katholische Pfarrkirche St. Ulrich steht in Pestenacker, einem Gemeindeteil von Weil im oberbayerischen Landkreis Landsberg am Lech. Die Kirche steht unter Denkmalschutz und wird in der Liste der Baudenkmäler in Weil (Oberbayern) als Baudenkmal unter der Nr. D-1-81-145-25 geführt. Die Kirche gehört zum Dekanat Landsberg im Bistum Augsburg.

## Beschreibung
Die im Kern spätgotische Saalkirche wurde um 1710 barock umgestaltet. Sie besteht aus dem Langhaus, dem eingezogenen, dreiseitig geschlossenen Chor im Osten, der Sakristei an der Südwand des Chors, in deren Obergeschoss ein Oratorium untergebracht ist, einem Vorbau im Westen des Langhauses und dem Chorflankenturm auf quadratischem Grundriss an der Nordwand des Chors. Die achteckigen Obergeschosse des von einer Zwiebelhaube bedeckten Turms sind mit Pilastern gegliedert und enthalten den Glockenstuhl mit drei Kirchenglocken und die Turmuhr.
Der Innenraum wurde um 1715 mit Stuck versehen. Der 1757 gebaute Hochaltar wird von den Skulpturen des Apostel Andreas und des Josef von Nazaret flankiert. Auf dem Altarretabel ist Ulrich von Augsburg dargestellt. Die beiden Seitenaltäre stammen von Lorenz Luidl.

## Orgel

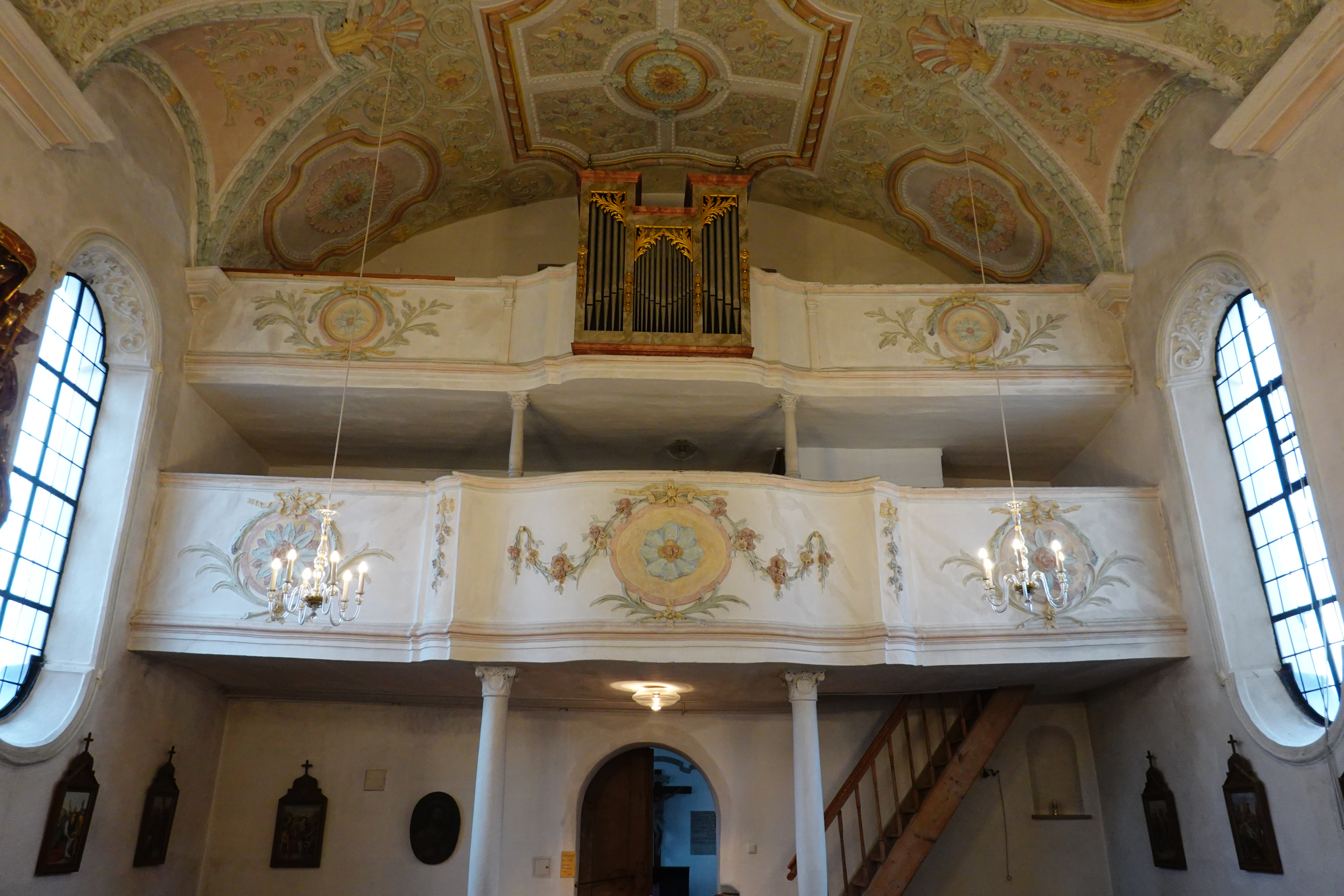
Die Ismayr-Brüstungsorgel

Die Orgel auf der oberen Empore wurde 1975 von Günter Ismayr gebaut. Sie hat sechs Register auf einem Manual und Pedal, Schleifladen und mechanische Spiel- und Registertraktur. Die Disposition lautet:
| Manual C–g3 |       |
| Gedeckt     | 8′    |
| Principal   | 4′    |
| Rohrflöte   | 4′    |
| Octav       | 2′    |
| Mixtur      | 1 ⁄3′ |

| Pedal C–f1 |     |
| Subbaß     | 16′ |

- Koppeln: Manual/Pedal